# Siankoro
Siankoro, également appelé Tiankoro, est une commune rurale située dans le département de Faramana de la province du Houet dans la région du Hauts-Bassins au Burkina Faso.

## Géographie
Siankoro est située à environ 12 km au est-sud-est de Faramana et à 4 km de la route nationale 9.
C'est le deuxième village le grand du département en termes de superficie et de population.

## Éducation et santé
La commune de Siankoro accueille un centre de santé et de promotion sociale (CSPS).